# Péntek 13 (film, 1953)
A Péntek 13 1953-ban bemutatott magyar, fekete-fehér, rövidfilm-vígjáték Latabár Kálmán és Kiss Manyi főszereplésével.
A humoros, de ugyanakkor népnevelői célzatú film a babonákban való oktalan hiedelmekkel, a hiszékenységgel foglalkozik. A film kisebb szerepeiben is népszerű művészek tűnnek fel. Ugyanezzel a címmel szokták adni azt az összeállítást, amelyben ezt a filmet mutatják be a Selejt bosszúja és a Képzett beteg című filmek kíséretében. Nem tévesztendő össze az évtizedekkel későbbi azonos című horrorfilm-sorozattal.

## Cselekmény
Ákos felesége, Klári hihetetlen mértékben babonás. Ha egy lópatkót talál az utcán, akkor is kiszedeti férjével a kövezetből, ha közben elakad miattuk a forgalom. Nem csak babonás, hanem rendkívül szigorú is a férjéhez, akinek nem szabad kávéznia, dohányoznia, de még rádióznia is csak halkan. Egy napon egy szintén babonás szomszédasszonya beajánlja aznap estére egy Borbála nevű jósnőhöz. Otthon Klári azt hazudja, hogy átszalad a születésnapját tartó Feri bátyjához, hogy gratuláljon neki. Feri azonban éppen ezalatt ugrik fel hozzájuk, egy kis szerencsét hozó meglepetést hoz testvérének (akasztott ember kötelét), ekkor azonban kiderül, hogy nem aznap van a születésnapja. Klári hazudott, Ákos egyre inkább azt hiszi, hogy a szeretőjénél volt.
Klári visszatérő vendég lesz Borbálánál, a féltékeny Ákos álruhában, álbajuszban követni kezdi, hogy vajon hová mehet. A jósnőnél köt ki ő is. Míg a várakozó asszonyok összevesznek, hogy ki a következő, beoson Borbálához, aki neki is jósol. Bent kiderül, hogy Borbála mindenkinek ugyanazt a mesét adja elő egy nagy vízről és az onnan érkező levélről. Ákos a szemére olvassa a becsapásokat, megfenyegeti, hogy börtönbe fog kerülni, hacsak nem engedi át neki a szerepét aznapra. Mikor Klári bemegy, már a sűrű fátyol alatt Ákos jósol neki, elváltoztatott hangon. Mint látó, elárulja, hogy férje sokat szenved mellette, gyakran még mosogatnia és stoppolnia kell, de ez már nem fog sokáig tartani, mert Ákos pontosan három hét múlva pontosan három órakor meg fog halni.
A következő három hét alatt Ákos egy kicserélt feleséget tudhat maga mellett. Minden meg van engedve, mindenben ki van szolgálva. Az utolsó napra Klári odahívja Ferit is, sőt, a babonás szomszédasszony biztonság kedvééért már a gyászhuszárt is kihívatta. Klári rémülten várja a három órát, mikor Ákos mégsem hal meg, szinte számonkéri rajta. Ákos ekkor elárulja, hogy ő volt a jósnő helyettese, azt is elmondja, hogy Borbála minden asszonynak ugyanazt jósolta. Míg a csalás hallatára a babonából kigyógyult, felháborodott asszonyok Klári vezetésével szinte megtépik Borbálát, Ákos, Feri és a gyászhuszár vidáman ultiznak egyet.

## Szereplők
- Kiss Manyi – Klári, jósnőhöz járó, babonás asszony
- Latabár Kálmán – Ákos, Klári férje
- Pongrácz Imre – Feri, Klári testvére
- Fónay Márta – babonás szomszédasszony
- Peéry Piri – Borbála, a jósnő
- Gobbi Hilda – Krepásné